# Vitis coignetiae
Vitis coignetiae es una especie de planta del género Vitis originaria de las zonas templadas de Asia, donde se distribuye por el Lejano Oriente, (Sajalin); Corea; y Japón (Hokkaido, Honshu, Shikoku). 

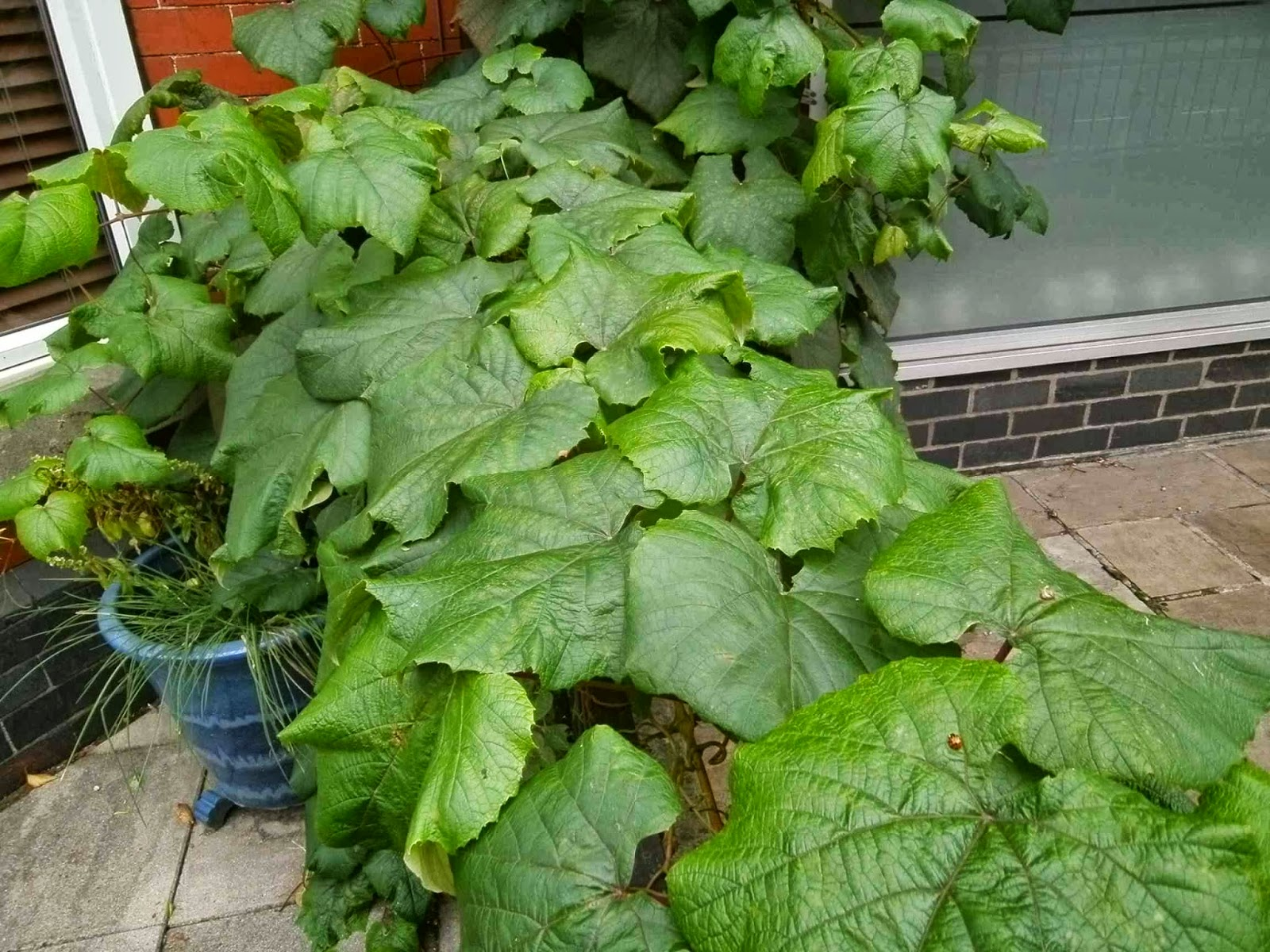
Vitis coignetiae hojas.

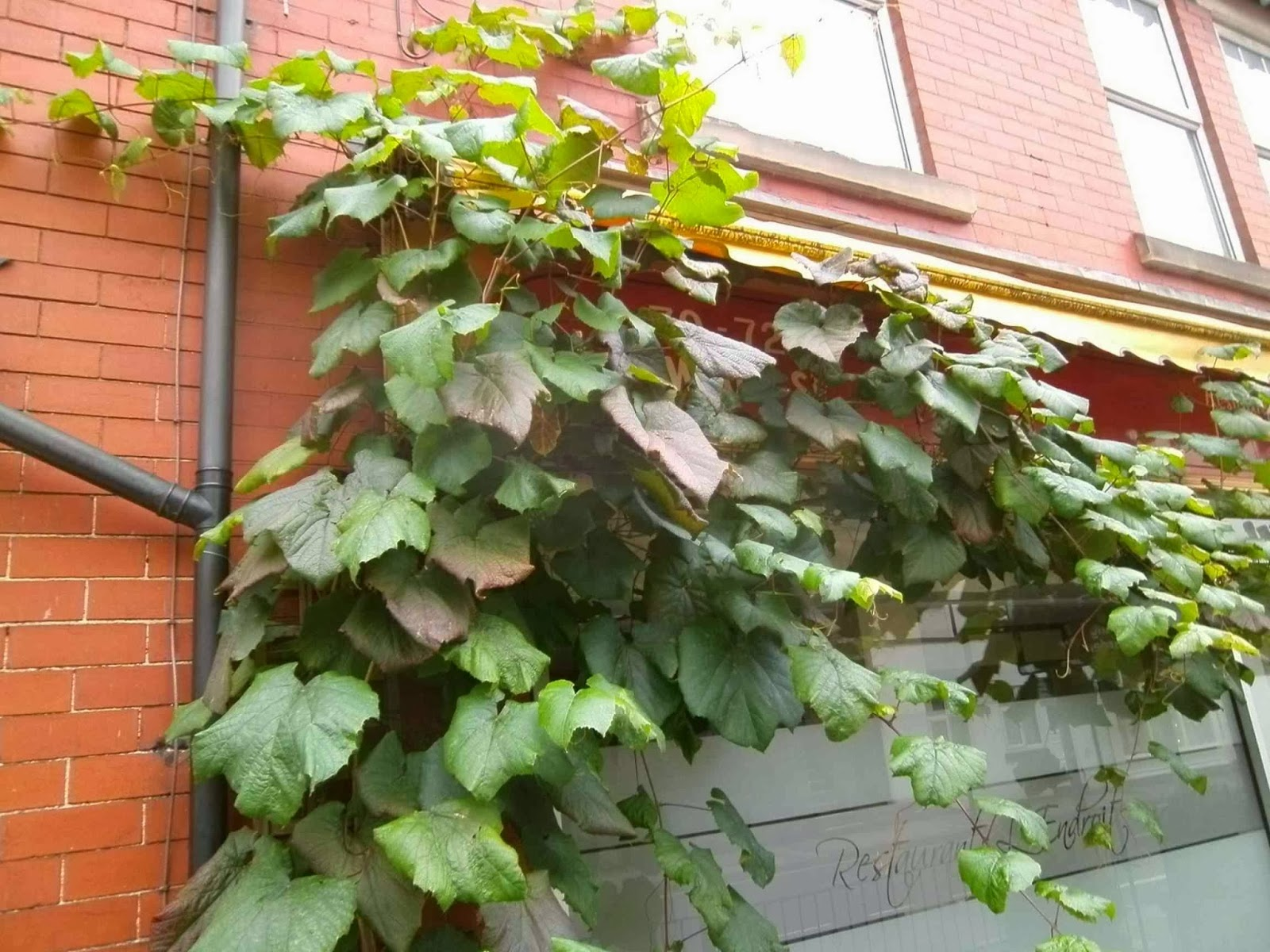
Vitis coignetiae en Cheshire, United Kingdom.

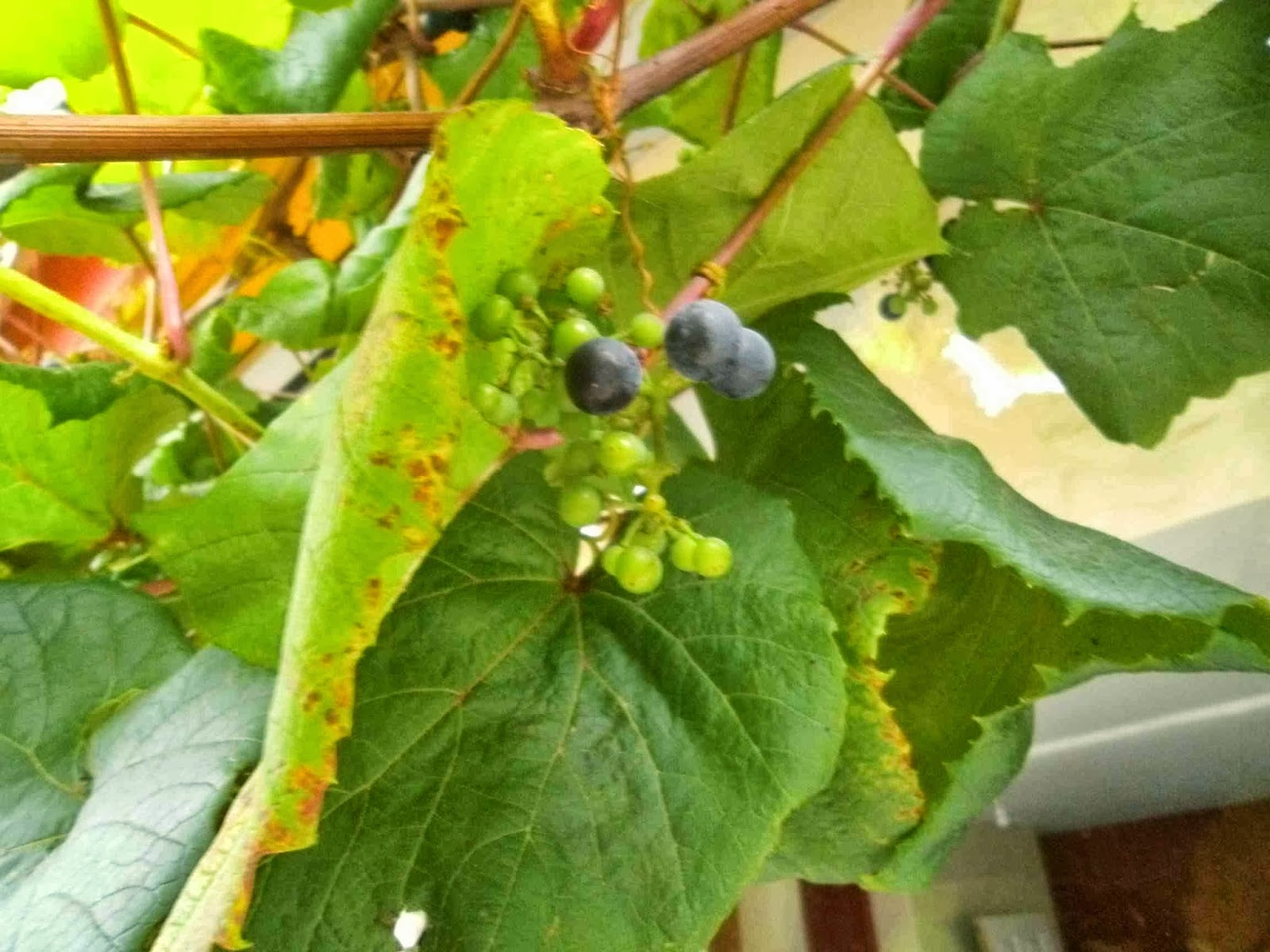
Vitis coignetiae fruto.

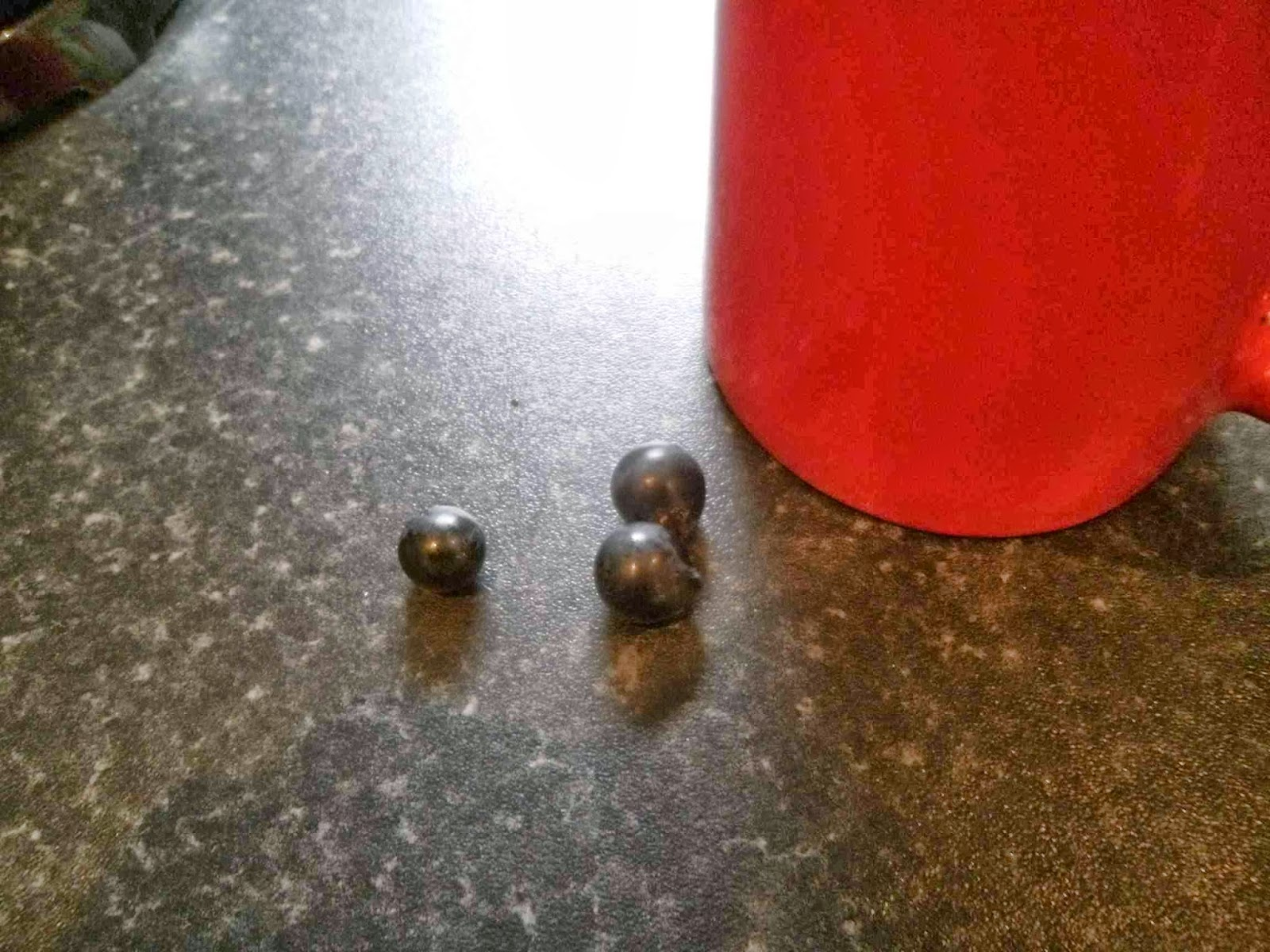
Vitis coignetiae bayas.

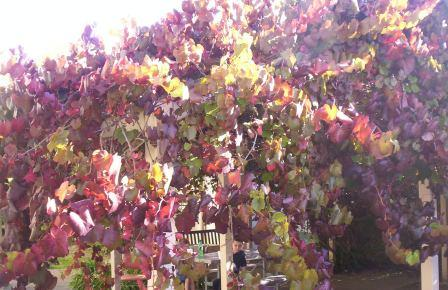
En otoño en Victoria, Australia.

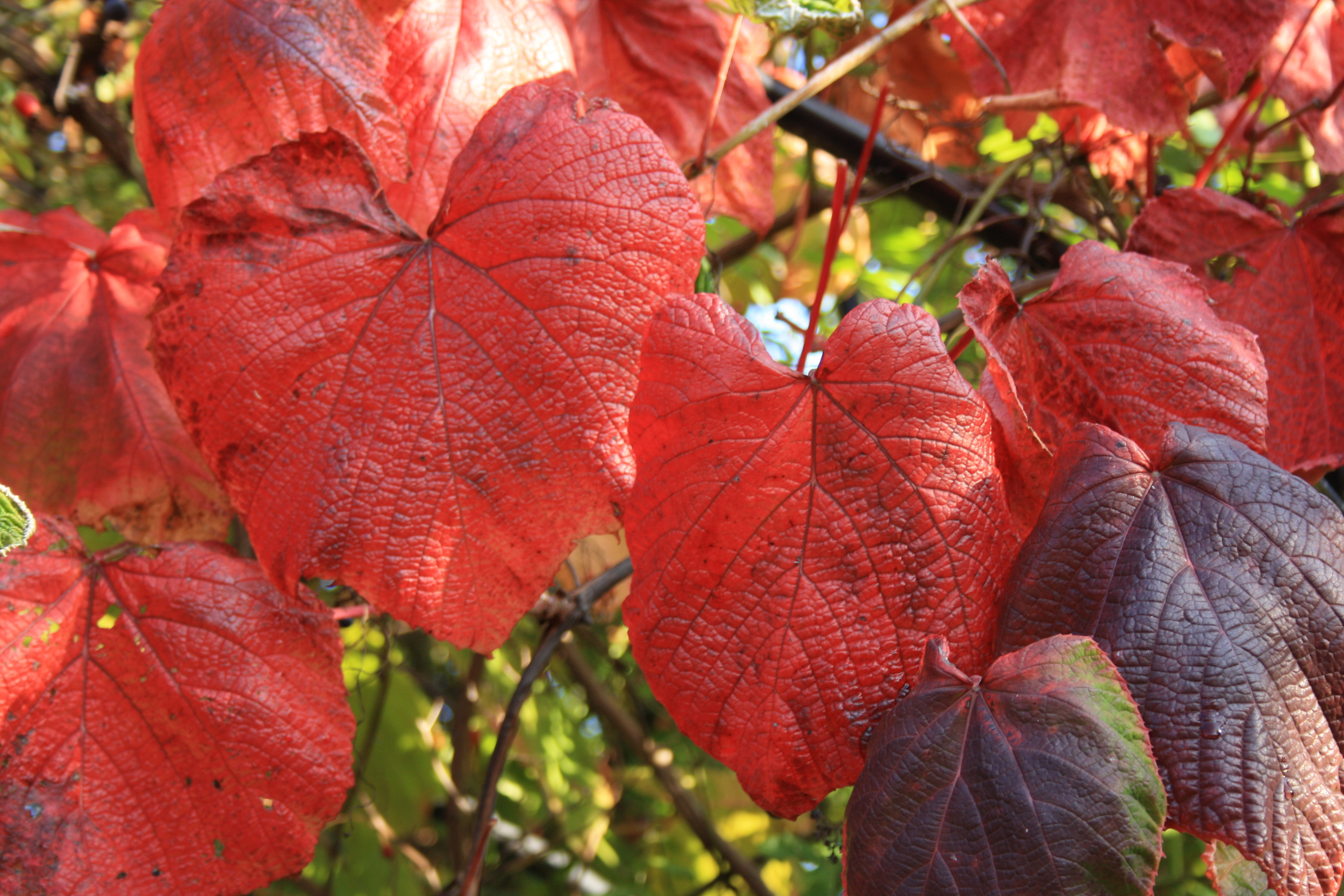
Vitis coignetiae en el norte de Francia.

## Descripción
La vid es muy vigorosa, con las hojas caducas de color púrpura, son grandes (15 a 30 cm de diámetro), simples, orbiculares, dentadas, con peciolo de profundidad. Primero verde, que se volverán de color rojo-naranja en otoño.
Pueden ser de sexo masculino, femenino o hermafrodita. Los clusters son grandes con las pequeñas bayas y semillas grandes de color púrpura. Se encuentra en las regiones montañosas de Japón y hasta 1.300 m de altitud en Corea.

## Usos
En Asia oriental se cultiva como planta ornamental por su follaje carmesí de otoño; y como una planta medicinal.
Se utiliza para producir vinos en Corea y Japón. Estos son primero amargos, pero se suavizaron con la adición de azúcar.

## Historia
El nombre de la especie se dedica a señor y la señora Coignet que al parecer trajeron semillas al regresar de su viaje a Japón en 1875. También se encontró en 1884 en las regiones nevadas de Japón por Henri Degron enviado a Asia Oriental a buscar vides silvestres resistentes a la filoxera. Degron envió muestras al Profesor Planchon de Montpellier que los nombró Vitis coignetiae pero no los retuvo debido a su baja resistencia a la filoxera. Degron plantó un viñedo en Crespières, Île-de-France, donde una de las viñas alcanzó una longitud de 32,8 metros y una altura de 2,8 metros. En el clima más fresco la vid produce un vino amargo, rico en color y extracto. 

## Química
La planta contiene estilbenoides ε-viniferina y rapontigenina.

## Taxonomía
Vitis coignetiae fue descrita por Pulliat ex Planch. y publicado en La Vigne Américaine (et la Viticulture en Europe); sa culture, son avenir en Europe 7: 186. 1883.
Etimología
Vitis; nombre genérico que es tomado directamente del Latín vītis, vitis, la vid, el sarmiento, vitis vinea siendo el vino
coignetiae: epíteto otorgado en honor del señor y la señora Coignet que al parecer trajeron las semillas al regresar de su viaje a Japón en 1875.
Sinonimia
- Vitis amurensis var. coignetiae (Pulliat ex Planch.) Nakai
- Vitis kaempferi K. Koch[6]